# Faro de Cabo Vidio
El faro de Cabo Vidio (en asturiano, Faru de Vidíu), se encuentra en el cabo del mismo nombre, en la localidad de Oviñana, concejo de Cudillero, Principado de Asturias, España. Su titularidad está adscrita a la Autoridad Portuaria de Avilés.

## Descripción
Inaugurado en 1950, se ubica en un recinto amurallado, con dos construcciones independientes, al borde de unos impresionantes acantilados de casi 100 metros de altura. Tiene cuatro prismas de haz aérea que sirven de ayuda para la navegación aérea.